# Biały Potok (Maszkowice)
Biały Potok – część wsi Maszkowice w Polsce położona w województwie małopolskim, w powiecie nowosądeckim, w gminie Łącko.
W latach 1975–1998 miejscowość administracyjnie należała do województwa nowosądeckiego.